# Hollywood Parade
Pour plus de détails, voir Fiche technique et Distribution.
Hollywood Parade (Follow the Boys) est un film américain en noir et blanc réalisé par A. Edward Sutherland et John Rawlins, sorti en 1944.

## Synopsis
Tony West, sa sœur Kitty et leur père Nick, parcourent le pays avec un spectacle de variétés. Le manque d'audience sur la Côte Est les pousse à aller à Hollywood, où Tony est engagé pour faire partie du chœur de la star latine Gloria Vance. Bientôt, Tony et Gloria se marient et la carrière de Tony va de mieux en mieux. Cependant, avec l'avènement de la Seconde Guerre mondiale, la conscience de Tony le travaille. Il ne peut pas s'enrôler dans les forces armées à cause de problèmes de genoux. Gêné, il cache la chose à Zora, en conséquence de quoi sa femme pense qu'il est un lâche. Quand elle le quitte, Tony, désireux d'aider les troupes de soldats, organise un spectacle pour eux. 

## Fiche technique
- Titre original : Follow the Boys
- Titre français : Hollywood Parade
- Titre belge francophone : Suivez les gars[1]
- Réalisation : A. Edward Sutherland et John Rawlins (non crédité)
- Production : Charles K. Feldman et Al Rockett (producteur exécutif)
- Société de production : Universal Pictures
- Scénario : Lou Breslow et Gertrude Purcell
- Musique : Leigh Harline, Frank Skinner et Oliver Wallace (non crédités)
- Photographie : David Abel
- Montage : Fred R. Feitshans Jr.
- Direction artistique : John B. Goodman et Harold H. MacArthur
- Décorateur de plateau : Russell A. Gausman et Ira Webb
- Costumes : Howard Greer (pour Vera Zorina) et Vera West (robes)
- Chorégraphie : George Balanchine (non crédité)
- Distribution : Universal Pictures
- Langue : anglais
- Pays de production : États-Unis
- Format : noir et blanc - Son Mono (Western Electric Recording)
- Genre : film musical
- Durée : 122 min
- Dates de sortie : 
  - États-Unis : 25 avril 1944 New York
  - États-Unis : 5 mai 1944
  - France : 3 août 1949

## Distribution
- George Raft : Tony West
- Vera Zorina : Gloria Vance
- Grace McDonald : Kitty West
- Charley Grapewin : Nick West
- Ramsay Ames : Laura
- Charles Butterworth : Louie Fairweather
- Elizabeth Patterson : Annie
- Regis Toomey : Dr Henderson
- George Macready : Walter Bruce
- Theodore von Eltz : William Barrett

Parmi les acteurs non crédités
- Lane Chandler : Officier du navire
- Howard C. Hickman : Dr Wood
- Molly Lamont : Miss Hartford
- Doris Lloyd : Infirmière

Dans leurs propres rôles
- The Andrews Sisters
- Turhan Bey
- Lon Chaney Jr.
- Marlène Dietrich
- W. C. Fields
- Susanna Foster
- Elyse Knox
- Jeanette MacDonald
- María Montez
- Donald O'Connor
- Arthur Rubinstein
- Peggy Ryan
- Randolph Scott
- Dinah Shore
- Orson Welles (Mercury Wonder Show)